# Старосольська Уляна Володимирівна
Уляна Володимирівна Старосольська (псевдо — Любович; 31 березня 1912, Львів — 4 грудня 2011, Ню-Йорк), українська журналістка і письменниця, за фахом економіст. Співробітник жіночого журналу «Нова Хата», журналу «Господарсько-Кооперативний Часопис» (1937—1939) та «На сліді» (1936—1939); з 1972 редактор журналу Союзу Українок Америки «Наше Життя». Автор книг спогадів про заслання «Розкажу вам про Казахстан» (1969);

## З біографії
Старосольська Уляна Володимирівна народилася 31 березня 1912 року у Львові, навчалася у гімназії Українського педагогічного товариства «Рідна школа», музичному інституті ім. Миколи Лисенка. Співробітничала з журналом «Нова хата», «Господарсько-кооперативним часописом». У 1940 році батько був репресований, вона з матір'ю депортована до Казахстану. У 1946 році після амністії переїхала до Польщі, закінчила Познанський університет, здобула фах економіста. З 1967 року мешкала у США. Була редактором журналу Союзу українок Америки «Наше життя». Член президії Об'єднання українських письменників «Слово», член Національної Спілки письменників України.

## Творчість
Автор книги спогадів про заслання «Розкажу вам про Казахстан» (1969); нариси, статті, вірші, есеї в українській пресі США й Канади.

### Окремі видання
- Любович У. Зближався вечір // Слово. Збірник 11. — Б. м.: ОУП «Слово», 1987. — С. 138—140.
- Любович У. Музикальна кам'яниця // Слово. Збірник 5. — Едмонтон: ОУП «Слово», 1973. — С. 254—261.
- Любович У. Нариси, інтерв'ю, есеї з журналу «Наше Життя» (Нью-Йорк, 1969—1990) / Ред.-упор. і автор передм. І. Павлюк. — Львів, 2001. — 340 с.
- Любович У. Розкажу вам про Казахстан: Нариси з пережитого. — Нью-Йорк, 1976; 3-є вид. — Львів: Каменяр, 2001. — 150 с.
- Любович У. Сірий дім, число п'ять // Слово. Збірник 7. — Едмонтон: ОУП «Слово», 1978. — С. 235—247.

## Вшанування пам'яті
Згідно з ухвалою Львівської міської ради від 4 липня 2024 року вулицю Олександра Карпінського перейменовано на вулицю Старосольських.